# Piraten kapern
Piraten kapern (hebräischer Originalname: אוצרות אוצרות) ist ein Würfelspiel mit acht Würfeln des israelischen Spieleautors Haim Shafir, das 2011 zuerst in dessen Eigenverlag Shafir Games und 2012 bei dem deutschen Verlag Amigo erschien. Es handelt sich um ein Spiel für zwei bis fünf Spieler, bei dem die Mitspieler möglichst hochwertige Würfelkombinationen werfen müssen.

## Hintergrund und Material
Bei Piraten kapern geht es darum, mit acht speziellen „Kaperwürfeln“ und einer Kartenvorgabe möglichst hochwertige Kombinationen zu würfeln und als Erster das Limit von 6000 Punkten zu erreichen. Das Spielmaterial besteht dabei neben der Spielanleitung aus acht Kaperwürfeln, 35 Piratenkarten, 5 Übersichtskarten und einem Punkteblock.

## Spielablauf

### Spielvorbereitung
Zum Beginn des Spiels werden die Namen der Mitspieler auf einer Seite des Punkteblocks notiert, um im Lauf des Spiels die Punkte entsprechend eintragen zu können. Die Piratenkarten werden gemischt und als verdeckter Nachziehstapel in die Tischmitte gelegt. Jeder Mitspieler bekommt zudem eine Übersichtskarte mit den möglichen Würfelkombinationen.

### Spielregeln
Das Spiel wird reihum im Uhrzeigersinn gespielt. Ein Startspieler bekommt die Würfel und deckt die oberste Karte des Nachziehstapels auf, die offen auf den Stapel gelegt wird. Die offen liegende Karte beeinflusst die Würfe des aktiven Spielers, indem sie bestimmte Regeln, Bonusoptionen und Spielmöglichkeiten während der Runde definieren:
- Die Schatzinsel erlaubt es dem Spieler, Würfel auf die Karte zu legen und damit zu sichern, falls er drei Totenköpfe würfelt. In dem Fall bekommt er die Punkte aus den gesicherten Würfeln gutgeschrieben.
- Der Pirat verdoppelt die Ergebnisse der aktuellen Runde.
- Beim Totenkopf (ein oder zwei Totenköpfe) beginnt die Runde bereits mit einem oder zwei Totenköpfen.
- Bei der Wächterin darf einmal in der Runde ein Totenkopf neu gewürfelt werden, auch alleine.
- Beim Piratenschiff muss ein Spieler mindestens die angezeigte Anzahl Säbel würfeln. Schafft er dies, bekommt er zusätzlich zu seinem Ergebnis einen Bonus, andernfalls bekommt er in dieser Runde keine Punkte.
- Bei der Goldmünze beginnt die Runde bereits mit einer zusätzlichen Goldmünze, die sowohl einzeln wie auch in einer Kombination gewertet wird. Sollte ein Spieler mit der Karte eine 9er-Kombination erreichen, gewinnt er das Spiel sofort („Piratenmagie“).
- Beim Diamanten beginnt die Runde bereits mit einem zusätzlichen Diamanten, der sowohl einzeln wie auch in einer Kombination gewertet wird. Sollte ein Spieler mit der Karte eine 9er-Kombination erreichen, gewinnt er das Spiel sofort („Piratenmagie“).
- Bei den Tieren gelten Affen und Papageien zusammen als Kombination.

Danach startet der Spieler seine Runde („Kaperfahrt“) und wirft mit allen acht Würfeln. Er versucht dabei, möglichst hohe Würfelkombinationen in Form von möglichst vielen gleichen Symbolen zu werfen und zu sammeln. Der Spieler kann nach jedem Wurf entscheiden, welche Würfel er zur Seite legt und welche er erneut würfelt, dabei darf er beliebig viele Würfel nochmal werfen und auch Würfel, die bereits zur Seite gelegt wurden, wieder hinzu nehmen. Beim Werfen muss der Spieler allerdings zwei Regeln berücksichtigen:
1. ein Wurf muss immer aus mindestens zwei Würfeln bestehen.
2. Totenkopfsymbole müssen beiseite gelegt werden und dürfen nicht nochmal geworfen werden.

Die Würfe werden wie folgt gewertet:
- 3 gleiche Symbole bringen 100 Punkte
- 4 gleiche Symbole bringen 200 Punkte
- 5 gleiche Symbole bringen 500 Punkte
- 6 gleiche Symbole bringen 1000 Punkte
- 7 gleiche Symbole bringen 2000 Punkte
- 8 gleiche Symbole bringen 4000 Punkte

Zusätzlich bringen Goldmünzen und Diamanten jeweils 100 Punkte, unabhängig davon, ob sie Teil einer Kombination oder einzeln vorliegen. Gelingt es einem Spieler zudem, mit allen acht Würfeln Punkte zu machen, bekommt er einen zusätzlichen Bonus von 500 Punkten.
Sobald ein Spieler seinen dritten Totenkopf geworfen und zur Seite gelegt hat, endet seine Runde sofort und er verliert alle in dieser Runde erspielten Punkte. Der Spieler muss also, um Punkte zu erhalten, früh genug aufhören, bevor der dritte Totenkopf gewürfelt wird. Würfelt ein Spieler bereits mit seinem ersten Wurf vier oder mehr Totenköpfe legt er diese zur Seite und würfelt alle restlichen Würfel neu („Fahrt zur Totenkopfinsel“). Immer, wenn er einen weiteren Totenkopf würfelt, legt er diesen zu den anderen und würfelt mit den restlichen Würfeln weiter. Würfelt er keinen Totenkopf mehr, endet seine Runde und er bekommt null Punkte, alle anderen Mitspieler bekommen allerdings für jeden gewürfelten Totenkopf 100 Punkte abgezogen.
Nachdem ein Spieler mit seiner Runde fertig ist, werden alle erzielten Punkte (und Minuspunkte im Fall der Reise zur Totenkopfinsel) auf dem Punkteblock notiert und der nächste Spieler ist an der Reihe. Das Spiel endet nach der Runde, in der ein Spieler 6000 Punkte oder mehr erreicht hat. Alle Spieler nach ihm dürfen in dem Fall noch eine Kaperfahrt spielen und sollte ein Spieler das Ergebnis übertreffen, darf er selbst auch noch eine Fahrt spielen. Wenn nach der Finalrunde durch Abzüge kein Spieler mehr 6000 oder mehr Punkte hat, geht das Spiel weiter, ansonsten gewinnt der Spieler mit den meisten Punkten.

### Sonderkarten
Die Mini-Ergänzung Sonderkarten von 2017 enthält jeweils vier Karten zusätzliche Karten mit den folgenden Funktionen:
- Durch die Nach dem Sturm wird die Kaperfahrt des Spielers abrupt beendet und er darf nur zwei Mal würfeln. Bei den zwei Würfen dürfen Totenköpfe wie bisher nicht erneut gewürfelt werden, aber der Spieler darf auch bei mehr als drei Totenköpfen im ersten Wurf nochmals würfeln. Er darf nicht zur Totenkopfinsel fahren und erhält nur Punkte für Diamanten und Goldmünzen, diese jedoch verdoppelt.
- Bei der Karte Frieden wurde ein Waffenstillstand mit dem Gouverneur vereinbart. Die Kaperfahrt muss ohne Säbel beendet werden, dann werden die Punkte der Kaperfahrt verdoppelt. Gelingt ihm das nicht, bekommt er 0 Punkte und zusätzlich werden pro Säbel 1000 Punkte abgezogen. Der Spieler darf zur Totenkopfinsel fahren, darf aber auch dort keine Säbel würfeln.

## Ausgaben
Piraten kapern wurde von Haim Shafir entwickelt und 2011 bei dessen Verlag Shafir Games in Israel auf Hebräisch und Englisch veröffentlicht. Im Folgejahr erschien das Spiel bei dem deutschen Spieleverlag Amigo in einer deutschen, einer griechischen und einer tschechischen/slowakischen Version. Weitere Ausgaben folgten in Frankreich, in Italien, in Spanien sowie 2018 bei 999 Games in den Niederlanden.
2017 veröffentlichte amigo ein Set mit Sonderkarten, das als Promo-Set auf den Veranstaltungen im Rahmen von Stadt, Land spielt verteilt wurde. In dem Set enthalten sind jeweils vier Karten „Nach dem Sturm“ und „Frieden“.

## Belege
1. 1 2 3 4 5 6  Offizielle Spielregeln für Piraten kapern, Download auf der Verlagswebsite zum Spiel; abgerufen am 16. August 2018.
2. 1 2  Piraten kapen: Sonderkarten in der Datenbank BoardGameGeek; abgerufen am 18. September 2022.
3. ↑  Versionen von Piraten kapern in der Datenbank BoardGameGeek; abgerufen am 16. August 2018.